# Sinum minus
Sinum minus là một loài ốc biển săn mồi, là động vật thân mềm chân bụng sống ở biển trong họ Naticidae, họ ốc Mặt Trăng.

## Miêu tả
Chiều dài tối đa của vỏ ốc được ghi nhận là 13 mm.

## Môi trường sống
Độ sâu tối thiểu được ghi nhận là 64 m. Độ sâu tối đa được ghi nhận là 154 m.